# David Edgar (calciatore 1987)
David Edward Edgar (Kitchener, 19 maggio 1987) è un allenatore di calcio ed ex calciatore canadese, di ruolo difensore, vice tecnico del Forge.

## Carriera

### Club
Cresciuto al Newcastle United con 19 presenze e 2 goal dal 2005 al 2009, l'anno dopo va al Burnley. Girato poi in prestito allo Swansea City segnando un solo goal in 5 partite, torna al Burnley e rimarrà fino al 2014, segnando 4 goal in 95 partite.
Il 12 luglio 2014 passa al Birmingham City siglando un contratto biennale.
Dopo aver giocato, in prestito, all'Huddersfield Town con sole 12 presenze, Edgar veste la maglia dello Sheffield United durante la stagione 2015-2016 realizzando in complessivo due goal in 36 presenze. Tuttavia il Birmingham City lo cede ai Vancouver Whitecaps: Edgar farà 8 presenze nel 2016 venendo poi relegato in seconda squadra dove giocherà una sola partita nel corso del 2017. Dopo una breve parentesi al Nashville negli Stati Uniti, nel 2018 torna in Canada per vestire la maglia dell'Ottawa Fury.

### Nazionale
Ha partecipato ai Mondiali Under-20 del 2003, a quelli del 2005 ed a quelli del 2007.

## Palmarès

### Giocatore
- Canadian Premier League: 2

Forge: 2019, 2020